# Teodor Pirici
Teodor Pirici (n. 10 ianuarie 1870 – d. secolul al XX-lea) a fost un ofițer român, care a comandat mari unități și unități militare, pe timp de război, în perioada Primului Război Mondial și operațiilor militare postbelice. 
A îndeplinit funcții de comandant de regiment și de brigadă în campaniile din anii 1916-1919.

## Cariera militară
După absolvirea școlii militare de ofițeri cu gradul de sublocotenent, Teodor Pirici  a ocupat diferite poziții în cadrul unităților de infanterie sau în eșaloanele superioare ale armatei, cea mai importantă fiind cea de comandant al Regimentului 15 Infanterie.
În perioada Primului Război Mondial a îndeplinit funcțiile de comandant al Regimentului 15 Infanterie comandant al  Regimentului 62 Infanterie distingându-se în mod special în cursul Bătăliei din Valea Jiului, din anul 1916.
În cadrul acțiunilor militare postbelice, a exercitat comanda Brigăzii 2 Vânători, Regimentului 15 Răsboieni, în timpul operației ofensive la vest de Tisa.

## Decorații
- Ordinul „Coroana României”, în grad de ofițer (1912)[1]